# 尹达
尹达（1906年—1983年），原名刘燿，字照林，又名刘虚谷，男，河南滑县人，中国现代考古学家。

## 生平
早年毕业于河南大学，后供职于中央研究院历史语言研究所考古组。抗日战争期间，奔赴延安，任教于陕北公学。中华人民共和国成立后，任中国人民大学研究部副部长和北京大学副教务长。1953年，任中国科学院历史研究所副所长，1954年兼任考古研究所副所长、所长。同年，当选第一届全国人民代表大会代表。1954年，中国史学会公布第一届理事会名单，郭沫若担任主席，吴玉章、范文澜担任副主席，他担任常务理事。
1955年，担任中国科学院哲学社会科学部学部委员常务委员。文化大革命期间，担任中央文化革命小组成员，后被打倒。